# Club Atlético Tigre
Maillots
Actualités
Dernière mise à jour : 3 janvier 2024.
Le Club Atlético Tigre est un club argentin de football basé à Victoria, dans la province de Buenos Aires.

## Palmarès
Compétitions nationales
- Championnat d'Argentine
  - Vice-champion : Tournoi d'ouverture 2007[2], Tournoi d'ouverture 2008[3] et Tournoi de clôture 2012.
- Copa de la Superliga
  - Vainqueur 2019
- Coupe de la Ligue
  - Finaliste 2022

Compétitions internationales
- Copa Sudamericana
  - Finaliste : 2012

## Anciens joueurs
- Héctor de Bourgoing
- Raúl de La Cruz Chaparro
- Bernabé Ferreyra
- Carlos Ariel Luna
- Juan Marvezzi
- Carlos Medrano
- Lucas Orbán
- Julio Manzur
- Mateo Retegui